# Cybaeus gidneyi
Espèce
Cybaeus gidneyi est une espèce d'araignées aranéomorphes de la famille des Cybaeidae.

## Distribution
Cette espèce est endémique des États-Unis. Elle se rencontre en Oregon et en Californie.

## Publication originale
- Copley, Bennett & Perlman, 2009 : Systematics of Nearctic Cybaeus (Araneae: Cybaeidae). Invertebrate Systematics, vol. 23, no 4, p. 367-401.